# Scaptotrigona hellwegeri
La abeja bermeja sin aguijón, también conocida como cucu de mamey (Scaptotrigona hellwegeri) es una especie de abeja sin aguijón endémica de México de la familia Apidae.

## Descripción, distribución y hábitat
Al igual que sus parientes del género Scaptotrigona, el cucu de mamey carece de aguijón, tiene una longitud que va desde los 47 a los 51 milímetros en ejemplares adultos. Su tórax suele tener coloraciones naranjas rojizos con una zona negra en la parte posterior y líneas negras en la parte inferior. El abdomen suele ser amarillo/café/miel con franjas negras. Sus patas tienen coloración naranja con partes negras y amarillas.
El cucu de mamey habita en colmenas que forma en huecos de árboles y suele tener preferencia por la polinización de capulincillo, periquillo, cascarillo de montaña, crucecillo, cuaulote, cascalote, palo de corazón bonito, arrayán guayabillo y caobillas, aunque se han identificado más de 160 especies de más de 50 familias a las cuales puede polinizar el cucu de mamey.
Es una especie endémica de México, la cual ha sido observada en los estados de Durango, Sinaloa, Nayarit, Jalisco, Michoacán, Estado de México, Distrito Federal, Morelos, Puebla, Guerrero y Oaxaca.
Scaptotrigona hellwegeri es aprovechada en la práctica de la meliponicultura, es decir, la crianza de abejas sin aguijón para el aprovechamiento de su cera y miel, a la cual se le atribuyen propiedades medicinales, de hecho recibe el nombre común de "cucu de mamey" debido a que su miel tiene un aroma similar al mamey zapote, además del color naranja de su cuerpo. Entre las especies de importacncia agrícola que de las cuales el cucu de mamey es polinizador se encuentran: achiote, limón, cocotero, mango, capulincillo, rambután, aguacate, chayotera y jocote.